# David Meyler
David John Meyler (Cork, 1989. május 29.) ír válogatott labdarúgó, aki jelenleg a Reading játékosa, de kölcsönben a Coventry City csapatában szerepelt.

## Pályafutása
David Meyler egy Hull City legenda. Az ő gólja döntötte el a FA kupa elődöntőjét a Sheffield United ellen.

## Statisztika

### A válogatottban
(2016. június 10. szerint.)
| Válogatott | Szezon   | Mérkőzés | Gól |
| ---------- | -------- | -------- | --- |
| Írország   | 2012     | 3        | 0   |
| Írország   | 2013     | 1        | 0   |
| Írország   | 2014     | 9        | 0   |
| Írország   | 2015     | 2        | 0   |
| Írország   | 2016     | 2        | 0   |
| Összesen   | Összesen | 17       | 0   |